# Lisa Tertsch
Lisa Tertsch née le 1er décembre 1998 est une triathlète allemande, double championne d'Allemagne de triathlon sur distance sprint en 2021 et 2023. Championne olympique aux Jeux de Paris en 2024, elle fait partie de l'équipe d'Allemagne victorieuse de l'épreuve en relais mixte. 

## Biographie
Lisa Tertsch remporte sa première victoire en série des championnats du monde de triathlon le 27 septembre 2024 à Weihai en Chine devant des titrées championnes du monde les britanniques Beth Potter et Georgia Taylor-Brown.
Elle participe aux Jeux olympiques de Paris 2024, ou elle prend la 9e place de la compétition

## Palmarès
Le tableau présente les résultats les plus significatifs (podium) obtenus sur le circuit national et international de triathlon depuis 2019.
| Année | Compétition                                | Pays      | Position          | Temps           |
| ----- | ------------------------------------------ | --------- | ----------------- | --------------- |
| 2024  | WTCS Weihai                                | Chine     | Médaille d'or     | 2 h 4 min 42 s  |
| 2024  | Coupe du monde - l'étape sprint de Valence | Espagne   | Médaille d'or     | 55 min 9 s      |
| 2024  | Coupe d'Europe - l'étape de Quarteira      | Portugal  | Médaille d'or     | 1 h 56 min 52 s |
| 2024  | WTCS Hambourg                              | Allemagne | Médaille d'argent | 55 min 30 s     |
| 2024  | WTCS Cagliari                              | Italie    | Médaille d'argent | 1 h 47 min 28 s |
| 2023  | Championnat d'Allemagne - sprint           | Allemagne | Médaille d'or     | 56 min 10 s     |
| 2023  | Coupe du monde - l'étape sprint de Tanger  | Maroc     | Médaille d'or     | 58 min 46 s     |
| 2023  | Championnats d'Europe de triathlon         | Espagne   | Médaille d'argent | 1 h 59 min 59 s |
| 2022  | Coupe d'Europe - l'étape sprint d'Alanya   | Turquie   | Médaille d'or     | 59 min 17 s     |
| 2021  | Championnat d'Allemagne - sprint           | Allemagne | Médaille d'or     | 57 min 46 s     |
| 2019  | Coupe d'Europe - l'étape de Holten         | Pays-Bas  | Médaille d'or     | 1 h 0 min 31 s  |
| 2019  | Coupe du monde - l'étape sprint d'Anvers   | Belgique  | Médaille d'or     | 1 h 5 min 26 s  |
| 2019  | Coupe d'Europe - l'étape sprint de Dnipro  | Ukraine   | Médaille d'or     | 58 min 2 s      |
| 2019  | Coupe d'Europe - l'étape sprint de Funchal | Portugal  | Médaille d'or     | 1 h 0 min 22 s  |

| Année | Compétition                           | Pays      | Position      | Temps           |
| ----- | ------------------------------------- | --------- | ------------- | --------------- |
| 2024  | Jeux olympiques                       | France    | Médaille d'or | 1 h 25 min 39 s |
| 2024  | Championnats du monde en relais mixte | Allemagne | Médaille d'or | 1 h 19 min 53 s |
| 2023  | WTCS Paris                            | France    | Médaille d'or | 1 h 12 min 18 s |